# Súng bắn gen

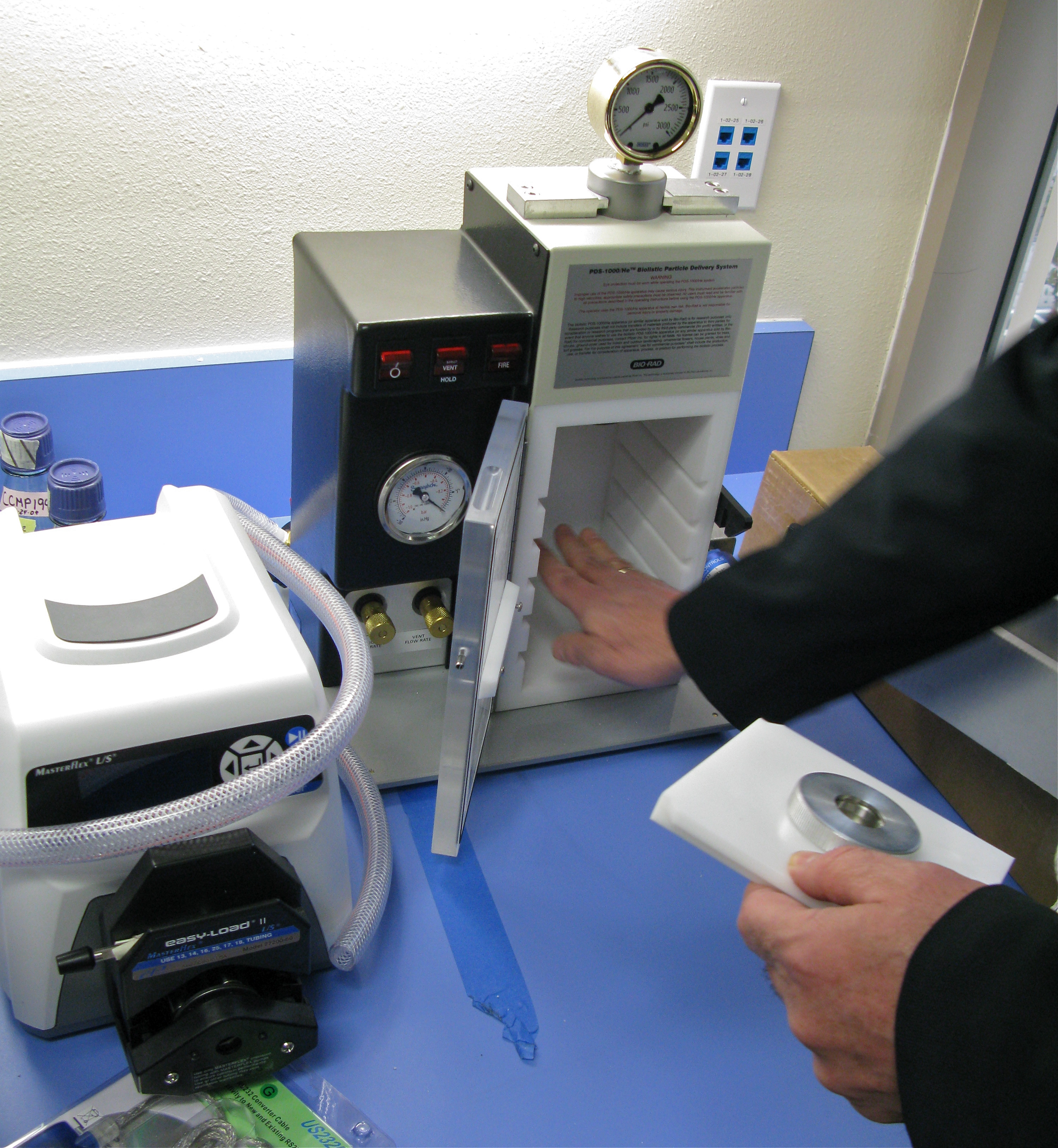
Súng bắn genPDS 1000-He đang được kiểm tra ở một cơ sở khoa học tại La Jolla.

Súng bắn gen là thiết bị sử dụng trong kỹ thuật di truyền, dùng để chuyển gen của tế bào này (tế bào cho) sang tế bào khác (tế bào nhận) bằng cách dùng kim loại nặng làm "đạn" mang gen của tế bào cho phóng vào tế bào nhận. Gen của tế bào cho (donor) thường là một đoạn DNA, còn tế bào nhận (recipient) còn gọi là tế bào đích hoặc tế bào chủ nhận gen (khác với tế bào chủ của vật ký sinh).
Trong tiếng Anh, thiết bị này gọi là "gene gun" đã được dịch là "súng bắn gen", cũng còn gọi là "máy gia tốc hạt" (particle acceleration) hoặc "máy phóng vi đạn" (microprojectile bombardment) hay "súng cao áp" (pressurized gun). Còn phương pháp sử dụng thiết bị này gọi là biolistics.
Để cho "viên đạn" chứa gen ngoại lai có thể đâm xuyên vào tế bào nhận, cần phải tạo ra sự chênh lệch cao về áp suất hoặc điện áp giữa "súng" với "đích". Viên đạn mang gen thường làm từ kim loại nặng không gỉ (vàng, vônfram) có thể dùng làm vỏ để bao bọc gen ở bên trong hoặc được phủ DNA bên ngoài.
Tuy gọi là súng bắn gen, nhưng thiết bị này còn có thể "bắn" nhiều loại vật chất khác không phải là gen. Súng bắn gen đã được sử dụng thành công đầu tiên vào năm 1987 để chuyển gen vào tế bào thực vật (Klein, Wolf, Wu, & Sanford, 1987), sau đó, nó đã được áp dụng thành công cho các nghiên cứu chuyển gen vào tế bào động vật có vú cũng như người (Williams và cộng sự, 1991; Yang, Burkholder, Roberts, Martinell, & McCabe, 1990).

## Lược sử

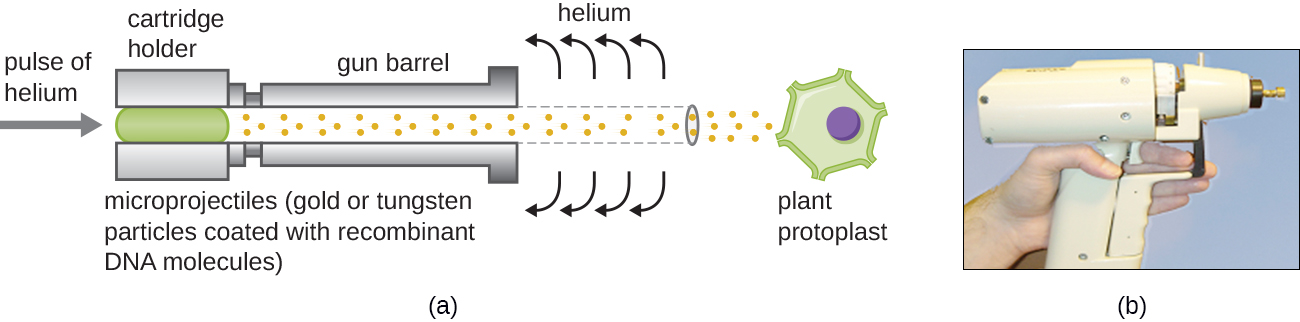
Nguyên lý tổng quát súng bắn gen dùng heli.

- Loại súng này được phát minh bởi John C Sanford, Ed Wolf và Nelson Allen tại Đại học Cornell, cùng Ted Klein ở DuPont, trong khoảng từ năm 1983 đến 1986. Ở dạng ban đầu, súng này vốn là một khẩu súng hơi của hãng Crosman được sửa đổi để bắn các hạt vônfram bọc DNA.[6][7][8] Mục tiêu bắn thử là củ hành tây vì tế bào của nó mềm và to, "đạn" có gen đánh dấu (marker gene).[9] Kết quả là thành công vì gen ngoại lai sau đó đã có biểu hiện.
- Sau đó, súng bắn gen được cải tiến và sản xuất số lượng nhiều (nhờ Nelson Allen) cung cấp cho các cơ sở nghiên cứu, đã sử dụng "đạn" như một chiếc đinh, còn súng giống như súng bắn đinh cỡ 22 dùng xi-lanh pôlyêtylen. Rồi súng không dùng xi-lanh nữa, mà nối với máy bơm chân không hoặc bình khí nén. Qua nhiều lần cải tiến, súng sử dụng khí trơ (thường là heli) áp suất cao.

## Yêu cầu chính

Súng bắn gen được sử dụng để chuyển DNA ngoại lai vào tế bào, thường là thực vật. 1 = Chuẩn bị "súng" và "đạn". 2 = Bơm heli đầy khoang. 3 = Khí nén heli đẩy "đạn" mang DNA phủ vàng. 4 = Các viên "đạn" phủ vàng chứa DNA xuyên vào các tế bào đích.

- Gen ngoại lai cần đưa vào tế bào nhận có thể là một gen hoặc một đoạn DNA gồm nhiều gen, phải tính cả các phần được dự định loại bỏ sau khi bắn vào. Gen được đưa vào phải được thiết kế phù hợp với cấu trúc gen dự kiến nhận ở tế bào đích: là DNA trong nhân, hay DNA-NST nhân sơ hoặc plasmit.[10]
- Gen cần đưa vào ngoài những thành phần bắt buộc (trình tự khởi đầu, vùng mã hoá và trình tự kết thúc), còn phải gắn thêm gen đánh dấu (reporter gene) là gen mã hoá prôtêin dễ phát hiện (thường là loại phát huỳnh quang) để theo dõi.[11]

## Ứng dụng

### Ở thực vật
- Thực vật là đối tượng đầu tiên thử nghiệm thành công súng bắn gen. Người ta đã bắn gen kháng thuốc diệt cỏ vào một số loài cây trồng, nhờ đó cây trồng biến đổi gen chịu được nồng độ đáng kể của thuốc mà không bị ảnh hưởng, còn cỏ dại cần diệt vẫn bị loại trừ.
- Người ta còn đưa các gen mã hoá hoocmôn thực vật, auxin, giberêlin nhờ đó cây biến đổi gen có những đặc điểm di truyền mới.

### Ở động vật
- Súng bắn gen đã được sử dụng để tạo ra các động vật có thể cung cấp DNA vắc-xin, nhờ đó việc phòng và chống nhiều loại bệnh truyền nhiễm có được công cụ mới.[5]
- Việc đưa plasmit vào tế bào thần kinh chuột (DRG neuron) bằng súng bắn gen đã góp phần trong nghiên cứu các bệnh thoái hóa thần kinh như bệnh Alzheimer.[12]
- Ngoài ra, đã dùng súng bắn gen để đưa các vật chất không phải là gen, nhưng lại cần đưa vào tế bào, thay thế cho vi tiêm (microinjection) như đã áp dụng cho giun tròn Caenorhabditis elegans.[13][14]

## Hạn chế
- Dùng súng bắn gen để đưa DNA vào tế bào nhận có thể gây ra tổn thương cho nhiều cấu trúc trong tế bào hoặc cả tế bào.
- Đạn đâm xuyên vào tế bào đích một cách ngẫu nhiên, khó điều khiển. Do đó, gen ngoại lai có thể chèn vào bất kỳ thành phần nào của bộ gen, kể cả gen trong nhân tế bào, lẫn gen ở ty thể, v.v.
- Có khi gặp trường hợp gen ngoại lai được chèn nhiều lần ở cùng một vị trí hoặc ở các vị trí khác nhau của cùng một tế bào, gây biểu hiện gen quá mức.[10] Từ đó dễ tạo ra nhiều bản sao khác nhau của gen ngoại lai.[10]
- Ngoài ra, các tế bào nhận là tế bào nhân thực thường có êxôn và intrôn, nên có thể gây tái tổ hợp bất thường hoặc không có tái tổ hợp tương đồng.[10]